# ديفيد بريغز (أستاذ جامعي)
ديفيد بريغز (بالإنجليزية: David Briggs)‏ هو عازف الأرغن وملحن بريطاني، ولد في 1 نوفمبر 1962 في إنجلترا في المملكة المتحدة.

## وصلات خارجية
- ديفيد بريغز على موقع ميوزك برينز (الإنجليزية)
- ديفيد بريغز على موقع أول ميوزيك (الإنجليزية)
- ديفيد بريغز على موقع ديسكوغز (الإنجليزية)